# Jacob Scipio
Pour les articles homonymes, voir Jacob (homonymie) et Scipio.
Jacob Scipio est un acteur britannique, né le 10 avril 1993 à Londres, en Angleterre.
Il se fait connaître grâce au rôle de méchant dans le long métrage Bad Boys for Life (2020) d'Adil El Arbi et Bilall Fallah, et d'U.S. Marshal dans la série télévisée Son vrai visage (Pieces of Her, 2022).

## Biographie

### Jeunesse
Jacob Muntaz Scipio naît le 10 janvier 1993 dans le quartier d'Islington à Londres, en Angleterre.
Il est d'ascendance indo-guyanienne par son père et britannique par sa mère,.

### Carrière
En 1994, à 9 mois, Jacob Scipio apparaît dans les bras de Diana Longden, interprétée par Julie Walters dans un épisode de la série télévisée britannique Screen One  sur la chaîne BBC One.
En 2002, à 9 ans, il apparaît dans deux rôles, ceux des frères jumeaux, dans la mini-série White Teeth (en). Celle-ci est adaptée du roman Sourires de loup de Zadie Smith..
En 2016, avec son frère, Taylor, il fonde la société CPO Productions pour produire leur premier court métrage Cowboys and Angels — en tant que scénariste et acteur, et son frère en réalisateur — qui est présenté en avant-première au Cannes Court Métrage.
En janvier 2020, il joue le méchant, Armando Aretas, dans la comédie policière américaine Bad Boys for Life d'Adil El Arbi et Bilall Fallah, aux côtés de Will Smith et Martin Lawrence.
En janvier 2021, il est choisi pour le rôle de Michael Vargas, un US Marshall, dans la mini-série américaine Son vrai visage, diffusée en mars 2022 sur Netflix, qui est adaptée du roman éponyme de Karin Slaughter. En octobre de la même année, il retrouve les réalisateurs Adil El Arbi et Bilall Fallah dans le film Batgirl, film qui sera plus tard annulé, et on apprend qu'il est choisi pour incarner le fils d'Antonio Banderas dans le film d'action Expendables 4 (2022) de Scott Waugh.
En 2024, il rempile pour le rôle principal d’Armando Aretas dans le film Bad Boys : Ride or Die.

## Filmographie

### En tant qu'acteur

#### Cinéma

##### Longs métrages
- 2017 : Bob le Bricoleur : Mega Machines - Le film (Bob the Builder: Mega Machines) de Stuart Evans : Leo (voix)
- 2017 : Mango (Strike) de Trevor Hardy : Jay « Mac » MacKenzie / Troy / le gérant du restaurant (voix)
- 2018 : Hunter Killer de Donovan Marsh : Un homme
- 2019 : Assiégés (The Outpost) de Rod Lurie : Sergent Justin Gallegos
- 2019 : Le Sang du cartel (We Die Young) de Lior Geller : Tomas
- 2020 : Bad Boys for Life d'Adil El Arbi et Bilall Fallah : Armando Aretas
- 2021 : Sans aucun remords (Without Remorse) de Stefano Sollima : Hatchet
- 2021 : Waldo, détective privé (Last Looks) de Tim Kirkby : Don Q
- 2022 : Un talent en or massif (The Unbearable Weight of Massive Talent) de Tom Gormican : Carlos
- 2023 : Expendables 4 (The Expendables 4) de Scott Waugh : Galan
- 2024 : Bad Boys: Ride or Die d'Adil El Arbi et Bilall Fallah : Armando Aretas

##### Courts métrages
- 2012 : Undefeated de Tudor Payne : Louis
- 2016 : Cowboys and Angels de Taylor Scipio : Kane
- 2018 : The Writers Group de Taylor Scipio : Chris

### Télévision

#### Séries télévisées
- 1994 : Screen One : Chico  (saison 6, épisode 1)
- 2002 : White Teeth : Millat / Magid jeune
- 2006 : Holby City : Kris Slattery (saison 8, épisode 26)
- 2007 - 2009 : Trop la classe ! (As the Bell Rings) : Bip
- 2011 : Le Chat chapeauté (The Cat in the Hat Knows a Lot About That!) : Aiya / Jake / Zoran (voix)
- 2013 : Some Girls : Tyler Blaine
- 2015 : Dixi : Lewis
- 2015 : Dani's Castle : Thomas (saison 3, épisode 9)
- 2015 - 2018 : Bob le bricoleur (Bob the Builder) : Leo (voix)
- 2018 : Damned : L'homme au téléphone (voix)
- 2022 : Son vrai visage (Pieces of Her) : Michael Vargas

### Scénariste

#### Cinéma

##### Courts métrages
- 2016 : Cowboys and Angels de Taylor Scipio
- 2018 : The Writers Group de Taylor Scipio
- 2019 : Cooped Up de Taylor Scipio